# For The Gambia Our Homeland
For The Gambia Our Homeland (of For The Gambia, Our Homeland) is het volkslied van Gambia. De tekst is van Virginia Julie Howe en de muziek van Jeremy Frederick Howe (gebaseerd op het traditionele Mandinka lied Foday Kaba Dumbuya). Het is het volkslied sinds de onafhankelijkheid in 1965.

## Engelse tekst
For The Gambia, our homeland
We strive and work and pray,
That all may live in unity,
Freedom and peace each day.
Let justice guide our actions
Towards the common good,
And join our diverse peoples
To prove man's brotherhood.
We pledge our firm allegiance,
Our promise we renew;
Keep us, great God of nations,
To The Gambia ever true.